# アメリカ本土攻撃
アメリカ本土攻撃（アメリカほんどこうげき）は、第二次世界大戦において大日本帝国軍によって実施及び計画されたアメリカ合衆国およびカナダ本土各地への攻撃である。
1941年から1942年にかけて、アメリカおよびカナダの西海岸沿岸地域で日本海軍の潜水艦による通商破壊作戦が、また1942年には日本海軍の潜水艦による陸上施設への砲撃と艦船搭載機による空襲が行われ、軍や政府に混乱を巻き起こした。また、これらの攻撃により軍や民間に多数の死傷者を出す被害を出したほか、灯火管制や夜間外出規制、防空シェルターの整備や民間の避難訓練、沿岸警備などが大戦中を通じてアラスカからメキシコにわたる広範囲のアメリカとカナダ、メキシコの西海岸一帯で行われた。
さらに1944年から1945年にかけて風船爆弾による攻撃作戦が実施され、軍や民間の施設に被害を出したほか民間人に死傷者を出した。また大戦末期には大型爆撃機による都市部への空襲や、パナマ運河への艦船艦載機による空襲も計画された。
1942年初頭からドイツ軍も潜水艦を用いてアメリカ東海岸やメキシコ湾の周辺水域で通商破壊作戦を展開して大きな戦果をあげたが、反撃を恐れて地上目的を攻撃するには至らず、アメリカ本土の地上目標を攻撃したのは日本軍のみであった。
米英戦争以降現在まで、アメリカ合衆国本土への攻撃を成功させたのは大日本帝国のみである。

## 第二次世界大戦以前
1897年から1903年にかけて、ドイツ皇帝ヴィルヘルム2世はアメリカ合衆国に侵攻して領土を獲得することを計画していた。この計画は最終的に中止された（ドイツ帝国によるアメリカ合衆国への侵略計画）。
1916年にメキシコ国境紛争においてパンチョ・ビリャ率いる武装勢力が越境してニューメキシコ州コロンバスを襲撃した(コロンバスの戦い)。
その後第一次世界大戦においてメキシコは中央同盟国側のドイツからまだ中立国だったアメリカへの侵攻を促されたが断っている（ツィンメルマン電報事件）。

## 1941年

### 沿岸における通商破壊

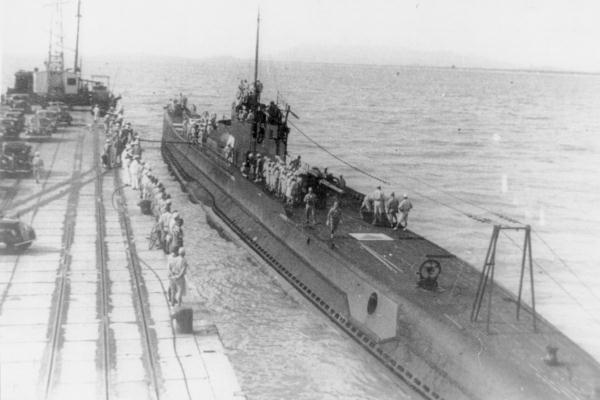
伊10

1941年12月8日の、日本とイギリスやアメリカ、そしてイギリス連邦構成国のカナダなどの連合国軍との間の開戦後、日本海軍は太平洋やアジア地域の各戦線において、アメリカ軍やイギリス軍をはじめとする連合国軍に対して連戦連勝を続けていた。
12月8日に行われた日本海軍艦船の艦載機による真珠湾攻撃の成功後に、同攻撃の援護を行っていた日本海軍の巡潜乙型潜水艦計9隻（伊9、伊10、伊15、伊17、伊19、伊21、伊23、伊25、伊26。10隻との記録もある）は、太平洋のアメリカとカナダ、メキシコの西海岸に展開し、12月20日頃より連合国、特にアメリカに対する通商破壊戦を展開した。

### 成果
その結果、翌年上旬までにアメリカ西海岸沿岸を航行中のアメリカのタンカーや貨物船を5隻撃沈、5隻大破し、その総トン数は6万4669トンに上った。中には西海岸沿岸の住宅街の沖わずか数キロにおいて、日中に多くの市民が見ている目前で貨物船を撃沈した他、浮上して艦船への砲撃を行い撃沈するなど、開戦以来の連戦連勝の勢いそのままに派手に作戦を行い、米英戦争における1815年のニューオーリンズの戦い以来他国から本土を攻撃された経験のないアメリカ政府・国民に、大きな衝撃を与えた。
なお、これらのアメリカ沿岸地域における通商破壊作戦は、潜水艦以外の日本海軍艦船は従事することがなかった。また通商破壊作戦そのものは、1942年9月に行われた巡潜乙型潜水艦の艦載機によるアメリカ本土空襲作戦の前後まで行われた。

## 1942年

### アメリカ本土砲撃

#### エルウッド砲撃

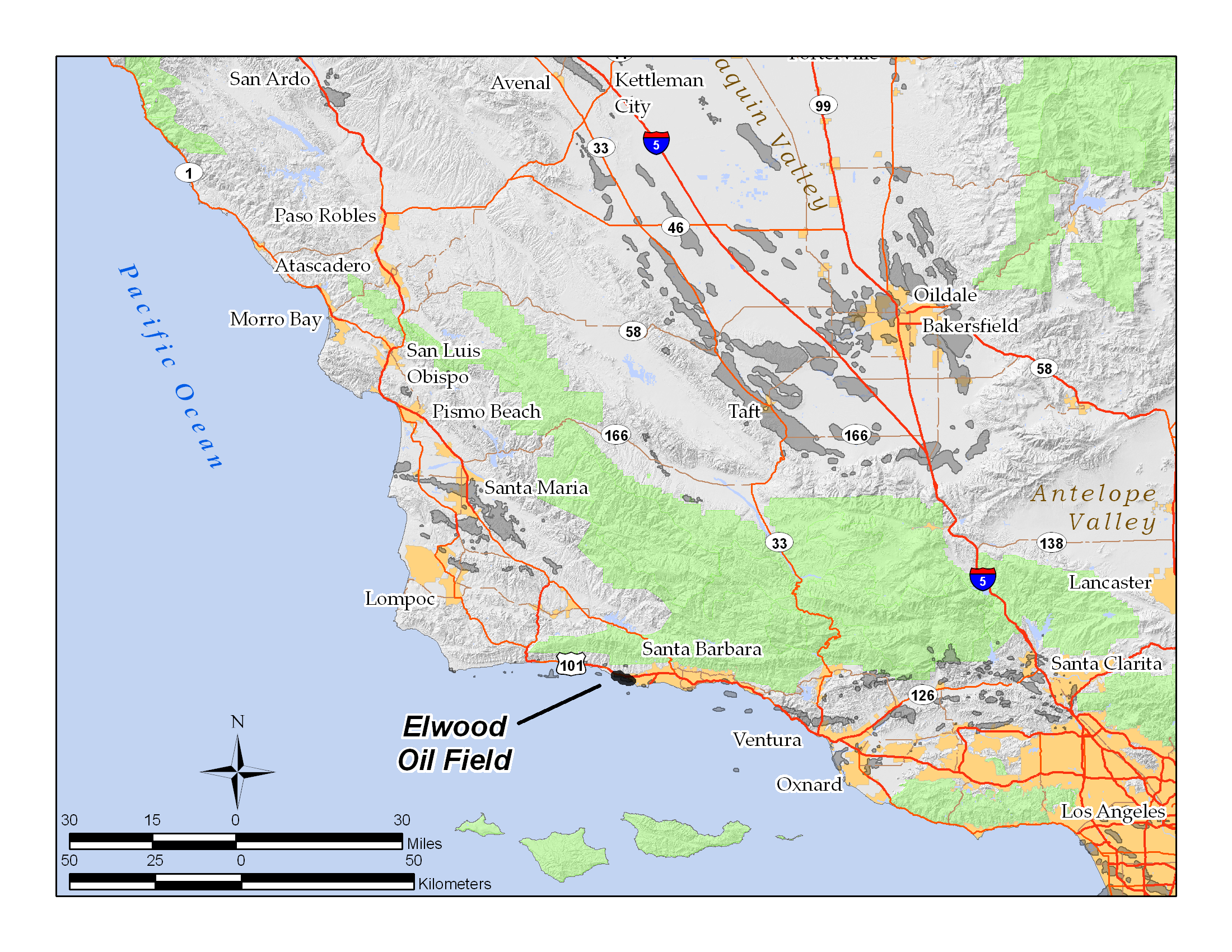
エルウッドの石油製油所の地図

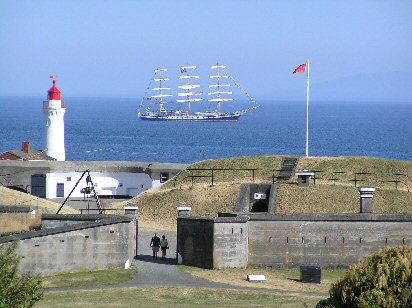
バンクーバー島

この様な状況下で日本海軍は、これらのアメリカ沿岸地域に展開していた日本海軍の潜水艦9隻(10隻とも)によるアメリカ本土への潜水艦による砲撃を計画し、1941年12月末には、9隻が一斉にアメリカ西海岸沿岸のサンディエゴやモントレー、ユーレカやアストリアなど複数の都市を砲撃するという作戦が実施される運びとなっていた。
しかし、「クリスマス前後に砲撃を行い民間人に死者を出した場合、アメリカ国民を過度に刺激するので止めるように」との指令が出たため中止になった。なおこの中止指令に至る理由は諸説ある。
その後これらの9隻のうち数隻は燃料不足などで日本軍の影響域に戻ったものの、1942年2月24日には、アメリカ西海岸沿岸に残った「伊号第十七潜水艦」（以下「伊17」とする）が、カリフォルニア州サンタバーバラのエルウッド石油製油所への砲撃作戦を行い、同製油所の設備に被害を出すことに成功した。この攻撃は、連勝を続ける日本軍によるアメリカ本土への先制攻撃と、それに続く陸上部隊の上陸を警戒していたアメリカ軍および政府に大きな動揺を与えただけでなく、敗北が続いていた上に、自国本土への先制攻撃を受けたアメリカ国民にも大きな動揺を与えた。

#### バンクーバー島砲撃
上記のエルウッド石油製油所への砲撃以降、すぐには同じような砲撃作戦は行われなかったものの、同年の6月20日には伊17と同じ乙型潜水艦の「伊26」が、カナダ、バンクーバー島太平洋岸にあるカナダ軍の無線羅針局を14センチ砲で砲撃した。この攻撃は無人の森林に数発の砲弾が着弾したのみで大きな被害を与えることはなかった。

#### フォート・スティーブンス陸軍基地砲撃
翌21日に、「伊25潜水艦」がオレゴン州アストリア市のフォート・スティーブンス陸軍基地へ行った砲撃では、当初はアストリア市も砲撃対象としていたものの、コロンビア川の河口を入ったところにあるアストリア市へ砲撃は届かなかった。しかし突然の攻撃を受けたフォート・スティーブンス陸軍基地はパニックに陥り、「伊25」に対して何の反撃も行えなかった上に1人のけが人を出した。この攻撃は、アメリカ本土にあるアメリカ軍基地への攻撃としては米英戦争以来のものであった。

### アメリカ本土空襲

#### 「ドーリットル空襲」
上記のように、開戦後太平洋戦線において各地で敗北を続けるだけでなく、本土に対する数度にわたる先制攻撃を受けたことによるアメリカ国民の士気の低下を危惧したアメリカ海軍は、1942年4月に、国民革命軍の協力を受けた上で、航空母艦搭載機のアメリカ陸軍航空隊のノースアメリカンB-25爆撃機による史上初の日本本土空襲（ドーリットル空襲）を行い、アメリカ本土上陸の恐怖に慄くアメリカ国民の士気を鼓舞すると同時に、各地で勝利を続ける日本に対して一矢報いることに成功した。

#### 空襲計画

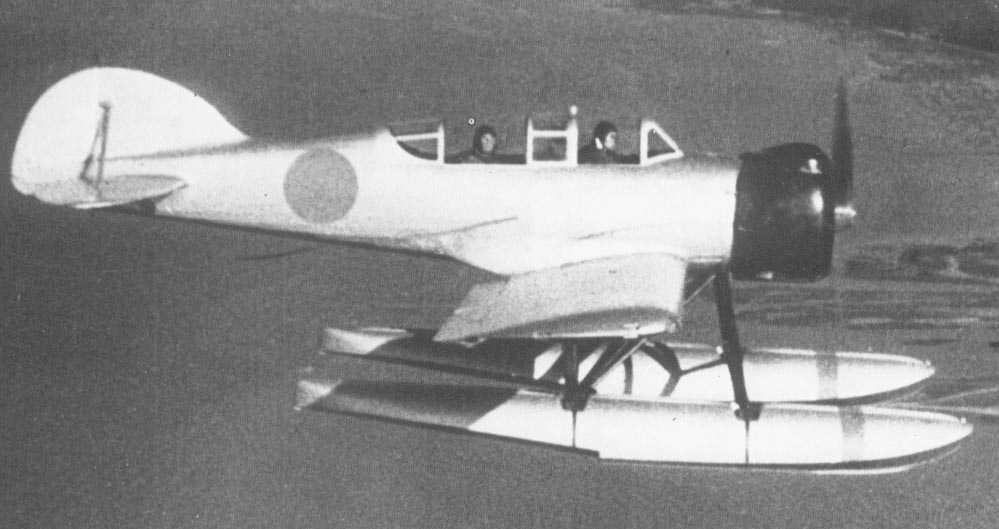
零式小型水上偵察機

開戦以来連勝を続けている最中に突然の本土空襲を許し、面目を潰された日本海軍令部は、これに対抗して急遽巡潜乙型潜水艦「伊号第二十五潜水艦」（以下伊25とする）に搭載されている零式小型水上偵察機によるアメリカ本土への空襲を計画した。
日本海軍令部は、一連のアメリカ本土攻撃作戦以降、日本陸軍部隊の上陸に対する対応を整えつつある生産施設や都市部を避けるという理由と、少量の爆弾でも延焼効果が期待できるという理由から、空襲の目標をアメリカ西海岸のオレゴン州の森林部と位置づけた。これは同州を縦断するエミリー山脈の森林に焼夷弾により山火事を発生させ、延焼効果により近隣の都市部に被害をあたえることを目的としていた。零式小型水上偵察機は通常装備は機銃だけで爆弾等を搭載できないが、この計画に合わせて、急遽焼夷弾2発を搭載するように改造された。

#### 空襲概要

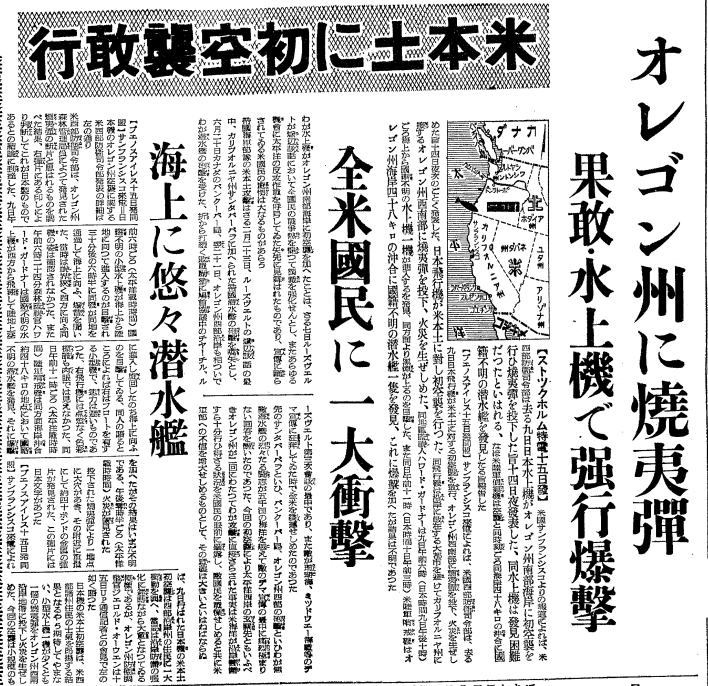
朝日新聞のオレゴン州空襲記事（1942年9月17日付）

フォート・スティーブンスへの攻撃を終えて7月11日に母港である横須賀港へと戻った「伊25」は、1ヶ月あまりの休暇を経て、8月15日に再び横須賀を出港。アリューシャン列島をかすめて9月7日にオレゴン州沖に到着した。
天候の回復を待ち沖合いで2日待機した後、9月9日の深夜に空襲を決意し、田上艦長ら搭乗員が見守る中、藤田信雄飛曹長と奥田兵曹が操縦する零式小型水上偵察機は76キロ焼夷弾2個を積んで太平洋上の「伊25」を飛び立った。目標地点である太平洋沿岸のブランコ岬に到達してから内陸に進み、カリフォルニア州との州境近くのブルッキングス近郊の森林部に2個の焼夷弾を投下し森林部を延焼させた。地上からの砲撃も戦闘機の迎撃もなく無事任務を遂行し、沖合いで待つ「伊25」に帰還した。
なお、20日後の9月29日の真夜中には2回の空襲が行われ、藤田機は同じく76キロ爆弾2個を再びオレゴン州オーフォード近郊の森林部に投下森林部を延焼させ、「伊25」へ戻った。なお、2回目の空襲の際も地上からの砲撃も戦闘機の迎撃もなく無事任務を遂行し、無事に沖合いで待つ「伊25」に帰還した。
「伊25」には予備の爆弾がまだ残っていたために3回目の空襲も可能であったものの、前回の空襲の結果太平洋沿岸部の警備が厳しくなっていたことから、2回目の空襲を最後に空襲を取りやめ帰還することとなった。

### 結果

#### 日本軍上陸への恐怖

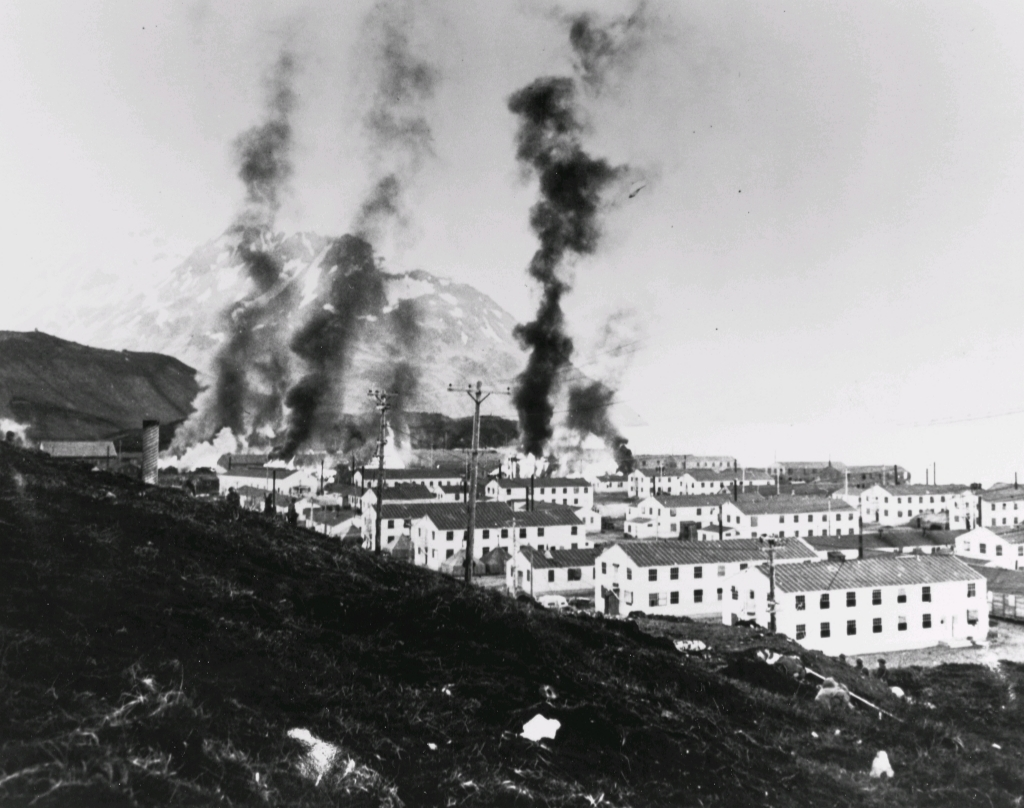
日本海軍機の空襲を受けて炎上するダッチハーバーのアメリカ軍基地

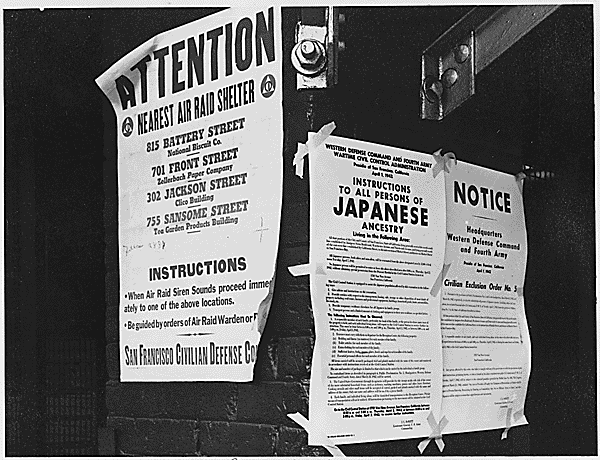
サンフランシスコ市内に張り出されたシェルターへの避難案内と日系アメリカ人に対する強制退去命令

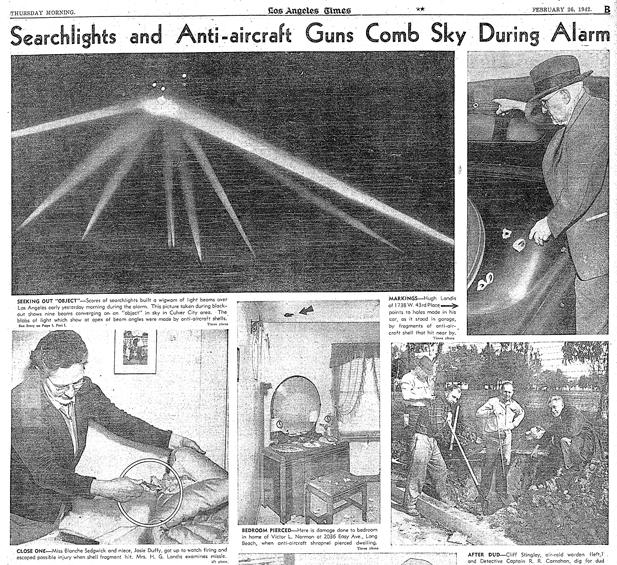
「ロサンゼルスの戦い」を報じるロサンゼルスタイムズ紙

この空襲による死者は出なかったものの、上記のように、アメリカ軍を含む連合国軍の度重なる敗退とアラスカへの日本軍の上陸と陸戦(日本軍によるアッツ島の占領)、さらに日本海軍船艇と航空機による度重なるアメリカ本土およびハワイへの攻撃を受けて、1941年の開戦直後から1942年中盤にかけての当時のアメリカ政府上層部においては、日本海軍の空母を含む連合艦隊によるアメリカ本土への空襲と、それに続くアメリカ本土への上陸計画が行われる可能性が非常に高いと分析されていた。
実際に開戦直後にフランクリン・ルーズベルト大統領は、日本陸軍部隊によるアメリカ本土への上陸を危惧し、陸軍上層部に上陸時での阻止を打診したものの、それに対して陸軍上層部は「大規模な日本軍の上陸は避けられない」として、日本軍を上陸後ロッキー山脈で、もしそれに失敗した場合は中西部のシカゴで阻止することを検討していた（なお、実際に開戦後数週間の間、アメリカ西海岸では日本軍の上陸や空襲を伝える誤報が陸軍当局に度々報告されていた）。
なお、この様な日本軍の上陸に対しての警戒は、太平洋戦線における形勢がアメリカ軍をはじめとする連合国軍優勢になった1943年夏以降も続くこととなった。

#### 防空体制の強化
この一連の作戦の成功以降、西海岸地域を問わずアメリカの全ての沿岸部における哨戒活動及び防空が厳重なものとなり、サンフランシスコやロングビーチ、サンディエゴ等の西海岸の主要な港湾においては、日本海軍機動部隊の襲来や陸軍部隊の上陸作戦の実行を恐れて、陸海軍の主導で潜水艦の侵入を阻止するネットや機雷の敷設を行った。
さらに他の西海岸の都市でも、日本軍機による都市部への爆撃を恐れ、防空壕を作り避難訓練を実施をし、灯火管制を行い映画館やナイトクラブの夜間の営業停止、防毒マスクの市民への配布などを行っていた。さらには西海岸沿岸地域に住む子供たちの学童疎開が検討された。

#### 日系人の強制収容の正当化
なお、この一連のアメリカ本土攻撃作戦の過程においては、日本人移民や日系アメリカ人の関与、協力などは何もなかったにも拘らず成功を収めたことから、人種差別的指向を持ち、さらに日本軍の上陸を恐れていたフランクリン・ルーズベルト大統領の命令により、1942年2月からハワイを除くアメリカ全土で行われていた日系人の強制収容を正当化する口実の1つになった。

#### ロサンゼルスの戦い
日本海軍の「伊17」潜水艦によるエルウッド石油製油所への砲撃作戦が実施された翌日の1942年2月25日には、同じ南カリフォルニアのロサンゼルス近郊において、アメリカ陸軍が日本軍の航空機による空襲を誤認し、多数の対空砲火を行い民間人に6人の死傷者を出した「ロサンゼルスの戦い」が発生した。
この事件に関してアメリカ海軍は「日本軍の航空機が進入した事実は無かった」と発表し、これに対して陸軍は「飛行物体を確認した上での行動であった」と発表するなど、海軍と陸軍の対立と混乱を招いた。
しかし一般市民は「日本軍の真珠湾攻撃は気を抜いたアメリカ海軍の失態」であるとして、「ロサンゼルスの戦い」における陸軍の過剰な対応を支持するほどであり、いずれにしても日本軍のアメリカ本土に対する攻撃に憤慨した世論の沸騰を受けて、西海岸における防空体制はさらに強化されることとなった。

### その後のアメリカ本土空襲計画
これらの太平洋・アジア戦争の序盤における、日本軍の一連のアメリカ本土への攻撃の成功以降、連合国軍によるアメリカ西海岸部及びアラスカ沿岸部の対潜水艦監視が格段に厳しくなったことや、この空襲以降も日本軍が各地で快進撃を続け戦線が延びた為に、実際に与える被害が軽微で、シンボル的な意味合いしか持たない潜水艦による砲撃や、潜水艦搭載偵察機による空襲を行う余裕がなくなってきたことなどから、この時を最後に日本海軍の艦艇や航空機によるアメリカ本土に対する空襲や砲撃が行われることはなくなった。
しかし1942年には、当時多くの軍用機の開発、生産を行なっていた中島飛行機の創業者の中島知久平が、アメリカ本土を空襲後にそのままヨーロッパまで飛行しドイツまたはその占領地に着陸することが可能な、長大な航続性能を持つ大型長距離爆撃機によるアメリカ本土空襲を計画した。
その後1943年には、日本陸海軍共同の計画委員会によって計画が承認され、中島飛行機はただちに日本とアメリカ本土の間の往復飛行が可能な6発エンジンを持つ大型長距離爆撃機「富嶽」の開発をはじめた。また同年中には専用の大出力エンジンの開発や、与圧キャビンなどの開発が開始されるとともに、東京都三鷹市に新工場の建設がはじめられた。
しかし1944年7月に、この計画の推進者の1人であった東條英機首相がサイパン島陥落の責任を取って辞任し、同時に連合国軍機による本土空襲の本格化に備えるための新型戦闘機の開発に資源を集中させるために、計画そのものが中止された。
このほかキ74を使った片道飛行による空襲や工作員派遣も構想されたが、実現に至らなかった。

## 1944年

### 「風船爆弾」

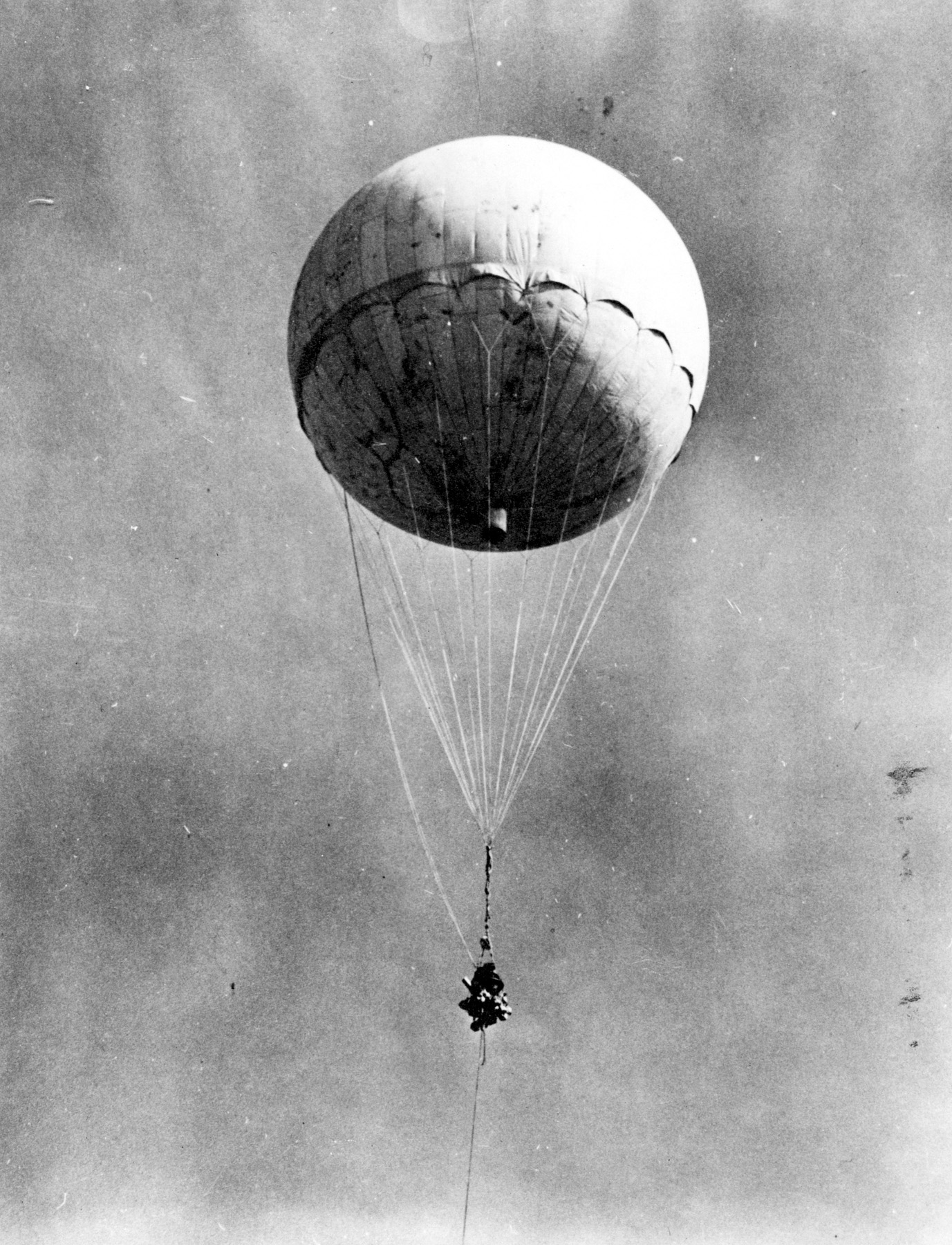
風船爆弾

上記のように、戦況の悪化と資材の枯渇により、航空機によるアメリカ本土空襲計画が中止に追い込まれる中、日本軍は満州事変後の1933年頃から、アメリカとの間の開戦を予測していた関東軍と陸軍が研究していた「風船爆弾」によるアメリカ本土への攻撃を画策した。「風船爆弾」は、和紙で作られた気球に水素を詰め、大気高層のジェット気流に乗せてアメリカ本土を攻撃しようとする兵器である。
その後、神奈川県の陸軍登戸研究所で開発を進めた日本軍は、1944年には開発に成功し、同年11月から終戦直前の1945年春にかけて、アメリカ本土に対して約9300発の風船爆弾を、当時日本だけがその存在を解明していたジェット気流を利用して、千葉県一ノ宮と茨城県大津、福島県勿来の各海岸からアメリカ本土に向けて送った。

### 結果
約9300発の風船爆弾のうちの10%程度に相当する数百個～1000個がアメリカ本土やアラスカ、カナダに到達し、オレゴン州では飛来した風船爆弾の爆発により民間人6名の死者を出した他、プルトニウム製造工場（ワシントン州リッチランドのハンフォード工場）の送電線に引っかかり短い停電を引き起こしたり（このときは予備電源により原爆の完成に大きな影響は無かった）、停電や森林火災を起こしたりと、全米各地の軍民の施設に何十件かの損害を与えている。
また、風船爆弾による攻撃を知ったアメリカ陸軍の一部は、風船爆弾に細菌爆弾などの生物兵器を搭載している可能性を考慮し、着地した不発弾を調査するにあたり担当者は防毒マスク、防護服を着用している。また、少人数の日本兵や特殊工作員が風船に乗ってアメリカ国内に潜入するという懸念を終戦まで払拭することはできなかった（実際に爆弾の代わりに兵士2-3名を搭乗させる研究も行われていた）。

### アメリカ政府による情報隠匿
しかしアメリカ政府と陸軍は、この様な様々な被害を被る可能性を考慮しながらも、自国民の戦意に影響が出ることや混乱が起こることを恐れて情報操作を行い、アメリカ国内やマスコミにおける風船爆弾による被害を隠蔽していた。
実際、このアメリカ政府の隠蔽工作によって日本側は風船爆弾の効果を知ることが出来ず、その効果を疑問視して最終的に作戦を中止したため、意図しなかった形でこの情報操作が有効になったという評価もある。

## 他の枢軸国によるアメリカ本土攻撃
日米開戦をきっかけに対米宣戦布告を行ったドイツとイタリアも潜水艦を北大西洋側からアメリカ沿海へ派遣し、1942年1月からアメリカ東海岸沿岸やメキシコ湾で開始された通商破壊作戦（パウケンシュラーク作戦）では、4ヶ月間に約115万トンの連合国船舶を撃沈した。このほか潜水艦によってアメリカ本土へと送られたドイツ軍のスパイによるアメリカ国内における破壊・諜報工作（パストリアス作戦など）が多数行われたが、これらの潜水艦によってアメリカ本土への砲撃は行われなかった。。
またドイツはヨーロッパ大陸からアメリカ本土を攻撃できる大型爆撃機や潜水艦で運搬するV2ロケット、さらにV2を発展させた大陸間弾道ミサイルの開発計画を進めたが、実現前に敗戦した。
イタリア海軍は潜水艦レオナルド・ダ・ヴィンチによるニューヨーク殴りこみ作戦を計画していたが1943年9月にイタリアが連合国に降伏したため中止された。
1943年10月にドイツ海軍の潜水艦U537がカナダ・ラブラドル半島のチドリー岬に寄航し、上陸して無人測候所であるクルト気象台を設営した（北米大陸本土に枢軸国側の軍隊の部隊が上陸し占拠した唯一の例）。この測候所は1970年代に再発見されるまで忘れられていた。